# شهاب‌الدین (مشگین‌شهر)
شهاب‌الدین یک روستا در ایران است که در دهستان نقدی واقع شده‌است. شهاب‌الدین ۳۶ نفر جمعیت دارد.